# Camelia Diaconescu
Camelia Diaconescu   (Văleni, 2 de febrer de 1963) és una ex-remadora romanesa que va competir durant la dècada de 1980.
El 1984 va prendre part en els Jocs Olímpics de Los Angeles, on guanyà la medalla de plata en la prova del vuit amb timoner del programa de rem. En el seu palmarès també destaquen dues medalles de bronze al Campionat del món de rem en el vuit amb timoner, el 1985 i 1986.